# Raül López
Raül López Molist (Vic, Barcelona, 15 de abril de 1980) es un exbaloncestista español que jugaba como base. Considerado por varios técnicos como uno de los bases españoles de mayor talento de la historia, fue el tercer jugador español que jugó en la NBA (tras Fernando Martín y Pau Gasol), aunque permaneció la mayor parte de su carrera en la ACB.
Como internacional español, fue el capitán de la generación conocida como los «Júniors de Oro», que se proclamó campeona europea juvenil en 1998 y campeona mundial júnior en 1999, derrotando en la final a Estados Unidos. Fue internacional absoluto con España (2000-2010), totalizando 72 partidos y proclamándose subcampeón olímpico en 2008 y campeón continental en 2009.

## Trayectoria deportiva

### Joventut
Empezó a jugar al baloncesto en las categorías inferiores del Vic, club de su ciudad natal, hasta que un ojeador del Joventut de Badalona lo fichó para la cantera de la Penya en 1995. Debutó con el primer equipo como juvenil en Liga ACB, durante la campaña 1997-98. La siguiente temporada 1998-99, ya formó parte de la primera plantilla del club de Badalona.
Disputó dos temporadas con el Joventut en la ACB (1998-2000), alternando brillantes actuaciones con su club y con las categorías juveniles de la selección nacional, con las que se proclamó campeón continental en 1998 y mundial en 1999. 

### Real Madrid
Tras convertirse en uno de los jugadores con mayor proyección del baloncesto europeo, ficha en el año 2000 por el Real Madrid del recién elegido presidente Florentino Pérez, en un traspaso récord por un jugador nacional en España, de 300 millones de pesetas.
Pronto se ganó el favor de la afición madridista, realizando una gran primera temporada en el conjunto blanco. Sin embargo, la segunda temporada del base barcelonés, se vio truncada por una lesión de rodilla: rotura del ligamento cruzado anterior de la rodilla derecha. Una operación y seis meses recuperación, transcurrieron antes de su vuelta a las canchas en mayo.

### NBA
En 2001 fue elegido número 24 del Draft de la NBA, en una elección en primera ronda por delante de jugadores como Tony Parker. En julio de 2002 se hace efectivo su traspaso a los Jazz de la NBA, convirtiéndose en el tercer jugador español en fichar por un equipo de la liga norteamericana. Sin embargo, mes y medio después, previo al inicio de la temporada, en un amistoso de preparación del Mundial ante Rusia, volvió a lesionarse la misma rodilla. Idéntica lesión e idéntica recuperación pero esta vez como jugador de los Jazz. Un año entero pasó antes de que Raúl debutara en la NBA en la temporada 2003-04, completando una buena campaña en su año de rookie. Durante su segundo año las cosas parecían marchar mejor, pero una nueva lesión, esta vez en la rodilla izquierda, le apartaron del equipo a mitad de temporada.

### Retorno a Europa
Girona

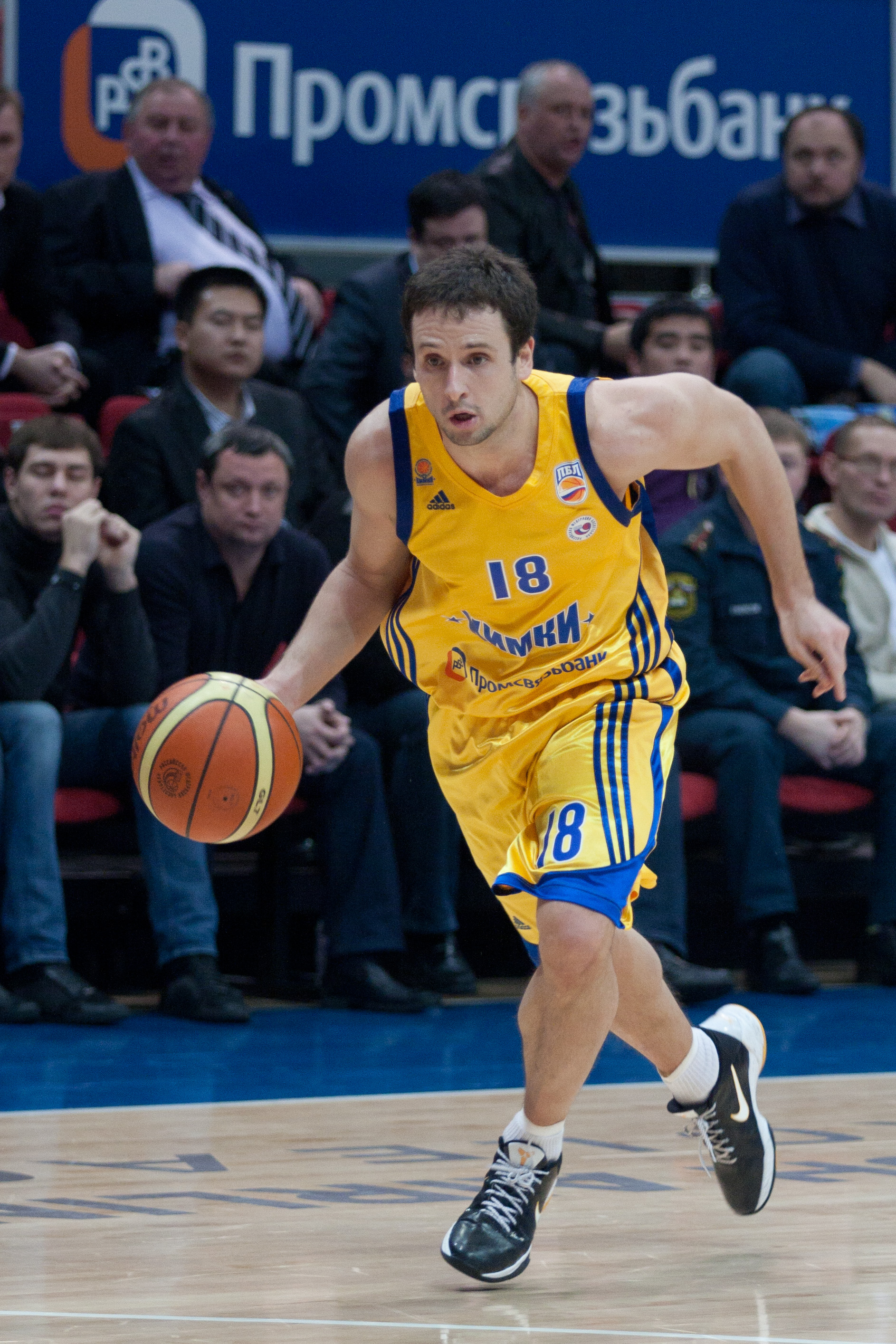
Raül López con el Jimki en 2010.

En julio de 2005, Utah Jazz cedió sus derechos en la mayor transacción de la historia de la NBA (la que más equipos y jugadores involucró) y acabaron en manos de los Memphis Grizzlies. Sin embargo, Raül prefirió aceptar una suculenta oferta económica del Girona para la temporada 2005-06, y regresar a España para disputar la Liga ACB y restablecerse completamente de la rodilla. A pesar de su buen año en Gerona, Raül no fue convocado con la selección española para el Mundial 2006. 
Real Madrid
En 2006 retorna a la capital de España, cuatro años después de su salida a la NBA, al firmar por tres temporadas con el Real Madrid. Esa primera campaña de su segunda etapa como madridista, 2006-07, en la que comparte puesto de base con Louis Bullock y Kerem Tunçeri, Raül fue de los más destacados junto a Felipe Reyes, ganando a nivel continental la Copa ULEB y logrando a nivel nacional el título de Liga, con una destacada actuación del base en las finales por el título ante el Barcelona. En su segunda temporada, en la que lograron el primer puesto en la fase regular de la Liga, comparte el puesto de base con Sergio Llull, quien llegó al club merengue a finales de la pasada campaña, procedente del Manresa. Al finalizar la misma, fue convocado para la selección nacional seis años después, por el seleccionador Aíto García Reneses, para los Juegos Olímpicos de Pekín 2008, en los que lograron la medalla de plata. En su tercera y última temporada, el equipo alcanzó los cuartos de final en Euroliga, tras una destacada actuación del base barcelonés con 17 puntos, en la victoria ante el Maccabi Tel Aviv, en una revancha de lo sucedido el año anterior cuando fueron apeados también de unos cuartos que daban acceso a la Final Four disputada en Madrid.
Jimki
En julio de 2009, cierra su segunda etapa en Madrid y ficha por el Jimki ruso dirigido por Sergio Scariolo. Permaneció dos temporadas, compartiendo vestuario con Carlos Cabezas.
Bilbao
En 2011 ficha por el Bilbao Basket para jugar la Euroliga, competición a la que llega hasta cuartos de final, clasificándose gracias a una canasta sobre la bocina contra Montepaschi Siena en Miribilla. También participa tres veces en Eurocup con Bilbao Basket, llegando a ser finalista en 2013. En marzo de 2016 anunció que se retiraría al acabar la presente temporada. El 22 de mayo celebró su último partido, y le fue rendido un homenaje por el club bilbaíno.

## Selección nacional
Su debut como internacional español fue con las categorías inferiores de la selección nacional. Raül fue el capitán de la célebre selección española júnior que conquistó el Campeonato Europeo de Varna en 1998 y el Campeonato Mundial de Lisboa en 1999, ante la selección estadounidense. 
Debutó como internacional absoluto el 18 de agosto de 2000, en la fase de preparación de los Juegos Olímpicos de Sídney 2000, para los que fue convocado por primera vez junto al también debutante Juan Carlos Navarro. Al año siguiente, disputó el Europeo de Turquía 2001, en el que lograron la medalla de bronce. Después de firmar su contrato con los Utah Jazz en julio de 2002, comenzó su preparación con la selección para el Mundial de Estados Unidos 2002 celebrado en Indianápolis, pero una lesión en el último partido amistoso de preparación ante el combinado estadounidense, le impide disputar el campeonato.
En 2008 volvió a la selección nacional seis años después, al ser convocado por el seleccionador Aíto García Reneses, para los Juegos Olímpicos de Pekín 2008, en los que lograron la medalla de plata, en una disputada final ante Estados Unidos. Un año después, la selección española con Raül como uno de sus bases, conseguía la medalla de oro en el Europeo de Polonia 2009. Su último campeonato con la selección nacional fue el Mundial de Turquía 2010, en el que entró entre los 12 convocados en sustitución de José Manuel Calderón, lesionado en similares circunstancias pero en sentido inverso (lesión de Raül y entrada en la convocatoria de Calderón), durante la preparación del Mundial de 2002.

## Estadísticas de su carrera en la NBA

### Temporada regular
| Año     | Equipo    | PJ  | PT | MPP  | %TC  | %3P  | %TL  | RPP | APP | ROB | TPP | PPP |
| ------- | --------- | --- | -- | ---- | ---- | ---- | ---- | --- | --- | --- | --- | --- |
| 2003-04 | Utah Jazz | 82  | 11 | 19.7 | .431 | .294 | .863 | 1.9 | 3.7 | .8  | .0  | 7.0 |
| 2004-05 | Utah Jazz | 31  | 15 | 16.7 | .422 | .444 | .818 | 1.3 | 4.0 | .7  | .1  | 5.2 |
| Total   | Total     | 113 | 26 | 18.9 | .429 | .346 | .853 | 1.7 | 3.8 | .7  | .0  | 6.5 |

## Logros y reconocimientos

### Selección nacional
Júnior
- Campeón en el Torneo Albert Schweitzer de Mannheim 1998.
- Campeón en el Europeo sub-18 de Varna 1998.
- Campeón en el Mundial sub-19 de Lisboa 1999.

Absoluta
- Medalla de Bronce, Eurobasket 2001 de Turquía.
- Medalla de Plata, Juegos Olímpicos de Pekín 2008.
- Medalla de Oro, Eurobasket 2009 de Polonia.

### Clubes
Joventut
- Campeonato de España cadete (1): 1996.

Real Madrid
- Liga ACB (1):  2007.
- Copa ULEB (1): 2007.

Jimki
- VTB United League (1): 2011.

### Individual
- Mejor Debutante Liga ACB: 1999-00.
- Quinteto Ideal Euroliga (2º equipo): 2000-01.

## Filmografía
- Documental Movistar+ (27/12/2018), «Informe Robinson - Oro, historia de una generación» en YouTube